# Гейтсхед
Ге́йтсхед (англ. Gateshead) — город в графстве Тайн-энд-Уир на северо-востоке Англии, на южном берегу реки Тайн, является также главным городом метрополитенского района Гейтсхед. Находится напротив города Ньюкасл-апон-Тайн, с которым Гейтсхед связывают десять мостов, в том числе Мост Миллениум (Гейтсхед).
В Гейтсхеде проживают 77 390 человек (2006).
Город известен 20-метровой статуей «Ангел Севера», возвышающейся над шоссе A1, а также концертным и административным комплексом The Sage Gateshead.

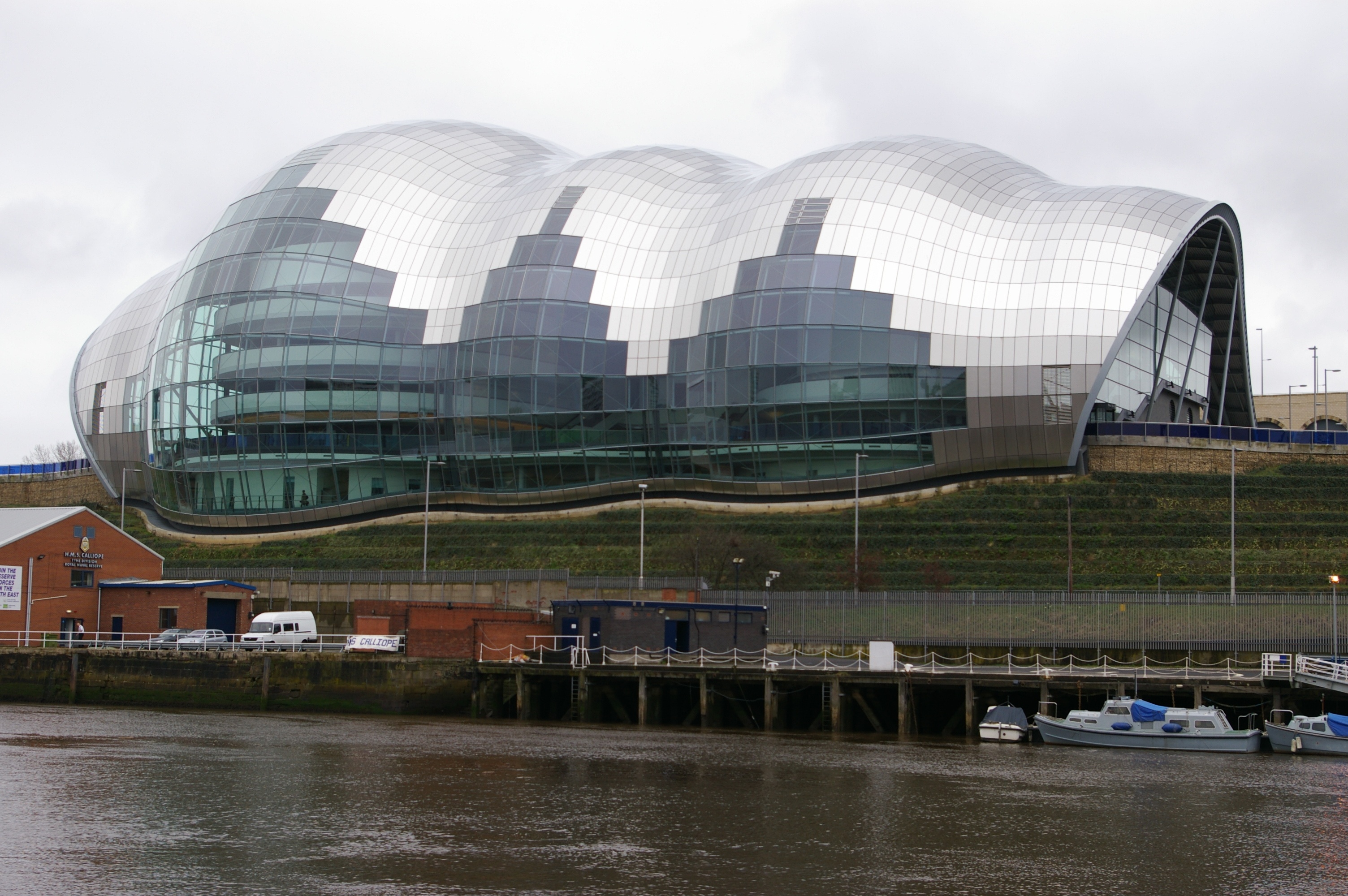
The Sage Gateshead

## Личности, связанные с городом
- Маркус Бентли — певец, актёр
- Пол Гаскойн, Энди Кэрролл, Джеймс Тавернье, Луис Майли— футболисты
- Джилл Хафпенни — актриса;
- Мишель Хитон — певица.